# 職業能力開発促進法
職業能力開発促進法（しょくぎょうのうりょくかいはつそくしんほう、昭和44年7月18日法律第64号）は、職業訓練および職業能力検定の内容の充実強化およびその実施の円滑化のための施策ならびに労働者が自ら職業に関する教育訓練または職業能力検定を受ける機会を確保するための施策等を総合的かつ計画的に講ずることにより、職業に必要な労働者の能力を開発し、および向上させることを促進し、もって、職業の安定と労働者の地位の向上を図るとともに、経済および社会の発展に寄与することに関する法律である。（同法1条）

## 主務官庁
- 厚生労働省人材開発統括官部局
  - 人材開発政策担当参事官室
  - 若年者・キャリア形成支援担当参事官室
  - 能力評価担当参事官室

## 沿革
- 1958年（昭和33年） - 「職業訓練法（昭和33年法律第133号）」（旧職業訓練法）が5月2日に公布され、7月1日から施行された。
- 1969年（昭和44年） - 「職業訓練法（昭和44年法律第64号）」が7月18日に公布され、一部施行された後、10月1日から全面的に施行された。これに伴い、旧職業訓練法は廃止された。
- 1985年（昭和60年） - 「職業訓練法の一部を改正する法律（昭和60年法律第56号）」が6月8日に公布され、一部施行された後、10月1日から全面的に施行された。これにより、題名が「職業能力開発促進法」と改められた。

## 構成
- 第1章 - 総則（第1条 - 第4条）
- 第2章 - 職業能力開発計画（第5条 - 第7条）
- 第3章 - 職業能力開発の促進（第8条 - 第30条の2） 
  - 第1節 - 事業主等の行う職業能力開発促進の措置（第8条―第14条）
  - 第2節 - 国及び都道府県による職業能力開発促進の措置（第15条―第15条の5）
  - 第3節 - 国及び都道府県等による職業訓練の実施等（第15条の6―第23条）
  - 第4節 - 事業主等の行う職業訓練の認定等（第24条―第26条の2）
  - 第5節 - 実習併用職業訓練実施計画の認定等（第26条の3―第26条の7）
  - 第6節 - 職業能力開発総合大学校（第27条）
  - 第7節 - 職業訓練指導員等（第27条の2―第30条の2）
- 第4章 - 職業訓練法人（第31条 - 第43条）
- 第5章 - 技能検定（第44条 - 第51条）
- 第6章 - 職業能力開発協会（第52条 - 第90条） 
  - 第1節 - 中央職業能力開発協会（第52条―第78条）
  - 第2節 - 都道府県職業能力開発協会（第79条―第90条）
- 第7章 - 雑則（第91条 - 第99条）
- 第8章 - 罰則（第100条 - 第108条）

## 免許・資格
- 職業訓練指導員免許
- 技能士
- 技能士補
- キャリアコンサルタント
- ウェブデザイン技能士